# 145075 Zipernowsky
145075 Zipernowsky è un asteroide della fascia principale. Scoperto nel 2005, presenta un'orbita caratterizzata da un semiasse maggiore pari a 2,5865913 UA e da un'eccentricità di 0,1155023, inclinata di 11,30178° rispetto all'eclittica.